# Головецька сільська рада (Сколівський район)
Головецька сільська рада — колишній орган місцевого самоврядування у Сколівському районі Львівської області. Адміністративний центр — село Головецько.

## Загальні відомості
Головецька сільська рада утворена в 1939 році. Територією ради протікає річка Головчанка.

## Населені пункти
Сільській раді були підпорядковані населені пункти:
- с. Головецько
- с. Пшонець

## Склад ради
Рада складалася з 14 депутатів та голови.

### Керівний склад попередніх скликань
| ПІБ                      | Основні відомості                                                                     | Дата обрання | Дата звільнення |
| ------------------------ | ------------------------------------------------------------------------------------- | ------------ | --------------- |
| Бутчак Роман Іванович    | Сільський голова, 1973 року народження, член Всеукраїнського об'єднання «Батьківщина» | 26.03.2006   | 01.11.2007      |
| Радевич Федір Васильович | Сільський голова, 1961 року народження, освіта середня загальна, безпартійний         | 16.03.2008   | 31.10.2010      |
| Радевич Федір Васильович | Сільський голова, 1961 року народження, освіта середня загальна, безпартійний         | 31.10.2010   |                 |

Примітка: таблиця складена за даними джерела

## Населення
Згідно з переписом УРСР 1989 року чисельність наявного населення села становила 1235 осіб, з яких 610 чоловіків та 625 жінок.
За переписом населення України 2001 року в селі мешкало 866 осіб. 100 % населення вказало своєю рідною мовою українську мову.